# Yrkesorganisasjonenes Sentralforbund
Yrkesorganisasjonenes Sentralforbund (YS) ist ein norwegischer, parteipolitisch unabhängiger Gewerkschaftsdachverband. YS wurde am 18. Januar 1977 gegründet und besteht aus 13 Verbänden mit etwa 218.000 Mitgliedern (2018). Die Mitglieder stammen aus allen Berufssparten.
Hauptorgan ist der Kongress, der alle vier Jahre zusammentritt. Zwischen den Kongressen liegt die Leitung beim 16-köpfigen Hauptvorstand. Dieser besteht aus Erstem und Zweitem Vorsitzenden, dem Vorsitzenden von YS Stat (Beschäftigte im Öffentlichen Sektor aus zehn verschiedenen Mitgliedsverbänden) sowie je einem Vertreter pro Mitgliedsverband. Der Hauptvorstand tagt mindestens einmal im Quartal.
YS ist Mitglied des  Internationalen Gewerkschaftsbundes (IGB) und des  Europäischen Gewerkschaftsbundes (EGB).

## Mitgliedsverbände
Stand: Oktober 2018
- AVYO
- Befalets Fellesorganisasjon
- Delta (bis 2007 Kommunalansattes Fellesorganisasjon, KFO)
- Finansforbundet
- Kriminalomsorgens Yrkesforbund (KY)
- Negotia
- Norsk Tollerforbund
- Parat
- Sammenslutningen av Fagorganiserte i Energisektoren (SAFE)
- Skatteetatens Landsforbund (SkL)
- Skolelederforbundet
- Statstjenestemannsforbundet (STAFO)
- Yrkestrafikkforbundet

## Vorsitzende
- 1977–1981 Egil Sandberg
- 1981–1986 Eldri Langåker
- 1986–1987 Gunnar Caspersen
- 1987–1993 Jan Andersen-Gott
- 1993–1996 Eva Bjøreng
- 1996–2006 Randi Bjørgen
- 2006–2013 Tore Eugen Kvalheim
- seit 2013 Jorunn Berland